# Obyčejná diferenciální rovnice
Obyčejné diferenciální rovnice jsou matematické rovnice, které obsahují neznámou funkci jedné nezávislé proměnné a její derivace. Název „obyčejné“ se používá jako protiklad k termínu parciální diferenciální rovnice, ve kterých se vyskytuje více než jedna nezávislá proměnná.
Nejjednodušší třídou obyčejných diferenciálních rovnic jsou lineární diferenciální rovnice, které mají strukturu množiny řešení pevnou, danou linearitou. 
Řešení diferenciálních rovnic často nelze vyjádřit v analytickém tvaru pomocí elementárních funkcí. Někdy je možno tato řešení nalézt ve tvaru řady nebo integrálu. Pro řešení těchto diferenciálních rovnic se používají grafické nebo numerické metody, které řešení aproximují a mohou dávat užitečné informace, například o kvalitativním chování řešení.

## Pozadí

Dráhu dělové střely lze popsat křivkou určenou obyčejnou diferenciální rovnicí, která je odvozena z druhého Newtonova zákona.

Obyčejné diferenciální rovnice se přirozeně objevují v nejrůznějších souvislostech v matematice i dalších vědách (přírodních i společenských), nejčastěji prostřednictvím rychlostí změn vyjádřených derivacemi. Pokud vyjádříme vztahy mezi funkcemi, jejich diferenciály a derivacemi pomocí rovnic, dostaneme diferenciální rovnice popisující změnu, vývoj nebo dynamiku jevů. Někdy se diferenciální rovnice objeví při práci s veličinami definovanými jako rychlost změny jiných veličin (časová derivace) nebo jejich gradienty (spády).
Diferenciální rovnice se používají v geometrii a analytické mechanice, ve fyzice a astronomii (nebeská mechanika), geologii (modelování počasí, strukturální geologie), chemii (dynamika reakcí), biologii (infekční nemoci, genetické změny, systémová biologie), ekologii a modelování populace (konkurence populací, model dravce a kořisti), ekonomice (vývoj kurzů akcií, úrokových sazeb a tržní rovnováha změn ceny).
Diferenciální rovnice prvního řádu mají názornou geometrickou aplikaci díky směrovému poli, kdy je křivce znázorňující řešení rovnice v každém bodě předepsán sklon, závisející na souřadnících bodu, kterým křivka prochází.
Studiem diferenciálních rovnic se zabývalo mnoho matematiků, mezi jinými Isaac Newton, Gottfried Wilhelm Leibniz, Bernoulliovi, Jacopo Riccati, Alexis Claude Clairaut, Jean le Rond d'Alembert a Leonhard Euler, kteří přispěli k rozvoji tohoto oboru.
Jednoduchých příkladem diferenciální rovnice je Newtonův druhý pohybový zákon – vztah mezi polohou x hmotného bodu, na který působí síla F, a časem t vede k diferenciální rovnici
{\displaystyle m{\frac {\mathrm {d} ^{2}x(t)}{\mathrm {d} t^{2}}}=F(x(t)),\,}
pro pohyb hmotného bodu s konstantní hmotností m. Pokud F závisí na poloze x(t) částice v čase t, neznámá funkce x(t) se objevuje na obou stranách diferenciální rovnice, jak je zřejmé ze zápisu F(x(t)).

## Definice
V následujícím textu je y závislá proměnná a x nezávislá proměnná, takže y = y(x) je neznámá funkce proměnné x. Různí autoři používají různé zápisy diferenciálu, podle toho, jaká notace nejlépe vyhovuje zadané úloze. Pro diferenciály se obvykle používá Leibnizova notace (dy/dx,d2y/dx2,...dny/dxn), zatímco pro provádění integrace je vhodnější Newtonova a Lagrangeova notace (y′,y′′, ... y(n)), kterou lze kompaktně zapsat derivace libovolného řádu.

### Obecná definice obyčejné diferenciální rovnice
Obyčejnou diferenciální rovnici řádu n lze obecně zapsat ve tvaru:
{\displaystyle F\left(x,y,y',y'',\ \cdots ,\ y^{(n)}\right)=0}
kde {\displaystyle y=y(x)} je hledané funkce.
Pokud lze rovnici zapsat ve tvaru
{\displaystyle f\left(x,y,y',\cdots y^{(n-1)}\right)=y^{(n)}}
pak říkáme, že je rovnice rozřešena vzhledem k nejvyšší derivaci.
Existují další klasifikace diferenciálních rovnic:
- Autonomní – Diferenciální rovnice, které neobsahují nezávislou proměnnou (tj. v předchozím odstavci x) se nazývají autonomní.
- Lineární – Diferenciální rovnice se nazývá lineární, jestliže F lze zapsat jako lineární kombinaci zavislé proměnné a jejích derivací (v předchozím odstavci funkce y a její derivace):

{\displaystyle y^{(n)}=\sum _{i=0}^{n-1}a_{i}(x)y^{(i)}+r(x)}
kde ai(x) a r(x) jsou spojité funkce v x. Funkce r(x) se nazývá pravá strana a z jejího tvaru vychází další klasifikace:
- Homogenní: Jestliže r(x) = 0 a následně jedno „automatické řešení“ je triviální řešení, y = 0. Řešení lineární homogenní rovnice je komplementární funkce, označovaná yc.
- Nehomogenní: Jestliže r(x) ≠ 0. Přídavné řešení komplementární funkce je určitý integrál označovaný zde yp. Obecné řešení lineární rovnice lze vyjádřit jako y = yc + yp.

Nelineární rovnice je rovnice, která není lineární.

### Soustava obyčejných diferenciálních rovnic
Několik spojených diferenciálních rovnic vytváří soustavu rovnic. Jestliže y je vektor, jehož prvky jsou funkce; y(x) = [y1(x), y2(x),..., ym(x)] a F je vektorová funkce proměnné y a jejích derivací, pak
{\displaystyle \mathbf {y} ^{(n)}=\mathbf {F} \left(x,\mathbf {y} ,\mathbf {y} ',\mathbf {y} '',\cdots \mathbf {y} ^{(n-1)}\right)}
je explicitní soustava obyčejných diferenciálních rovnic řádu nebo dimenze m. Ve formě sloupcového vektoru:
{\displaystyle {\begin{pmatrix}y_{1}^{(n)}\\y_{2}^{(n)}\\\vdots \\y_{m}^{(n)}\end{pmatrix}}={\begin{pmatrix}F_{1}\left(x,\mathbf {y} ,\mathbf {y} ',\mathbf {y} '',\cdots \mathbf {y} ^{(n-1)}\right)\\F_{2}\left(x,\mathbf {y} ,\mathbf {y} ',\mathbf {y} '',\cdots \mathbf {y} ^{(n-1)}\right)\\\vdots \\F_{m}\left(x,\mathbf {y} ,\mathbf {y} ',\mathbf {y} '',\cdots \mathbf {y} ^{(n-1)}\right)\\\end{pmatrix}}}
Funkce obecně nemusí být lineární. V implicitním tvaru lze soustavu obyčejných diferenciálních rovnic zapsat takto:
{\displaystyle \mathbf {F} \left(x,\mathbf {y} ,\mathbf {y} ',\mathbf {y} '',\cdots \mathbf {y} ^{(n)}\right)={\boldsymbol {0}}}
kde 0 = (0, 0,... 0) je nulový vektor. V maticovém tvaru
{\displaystyle {\begin{pmatrix}F_{1}(x,\mathbf {y} ,\mathbf {y} ',\mathbf {y} '',\cdots \mathbf {y} ^{(n)})\\F_{2}(x,\mathbf {y} ,\mathbf {y} ',\mathbf {y} '',\cdots \mathbf {y} ^{(n)})\\\vdots \\F_{m}(x,\mathbf {y} ,\mathbf {y} ',\mathbf {y} '',\cdots \mathbf {y} ^{(n)})\\\end{pmatrix}}={\begin{pmatrix}0\\0\\\vdots \\0\\\end{pmatrix}}}

### Řešení
Je-li dána diferenciální rovnice
{\displaystyle F\left(x,y,y',\cdots ,y^{(n)}\right)=0}
Partikulární řešení je libovolná funkce u: I ⊂ ℝ → ℝ, jestliže má na I derivace až do řádu n a
{\displaystyle F(x,u,u',\ \cdots ,\ u^{(n)})=0\quad x\in I.}
Grafické znázornění partikulárního řešení se nazývá integrální křivka pro F.
Máme-li dvě řešení u: J ⊂ ℝ → ℝ a v: I ⊂ ℝ → ℝ, pak u se nazývá rozšířením v, jestliže I ⊂ J a
{\displaystyle u(x)=v(x)\quad x\in I.\,}
Řešení, které nemá žádné rozšíření, se nazývá maximální řešení. Řešení definované na celém ℝ se nazývá globální řešení.
Obecné řešení rovnice n-tého řádu obsahuje n nezávislých konstant.
Partikulární řešení lze získat z obecného řešení dosazením hodnot těchto konstant obvykle zvolených tak, aby byly splněny 'počáteční podmínky nebo hraniční podmínky'.
Singulární řešení je řešení, které nelze získat dosazením hodnot integračním konstantám v obecném řešení.

## Teorie obyčejných diferenciálních rovnic

### Singulární řešení
Teorie singulárních řešení obyčejných a parciálních diferenciálních rovnic byla předmětem výzkumu již od Leibnitzových dob, ale zvláštní pozornost jí byla věnována až od poloviny 19. století. Cennou, ale málo známou práci na toto téma napsal Houtain (1854). V roce 1873 se vůdčím duchem této teorie stal Jean Gaston Darboux, a svými geometrickými interpretacemi těchto řešení vytvořil obor, do něhož přispěli další matematici, především Felice Casorati a Arthur Cayley. Cayley vytvořil kolem roku 1872 teorii singulárních řešení diferenciálních rovnic první řádu, která byla okolo roku 1900 veřejně přijata.

### Redukce na kvadratury
Primitivní pokus o řešení diferenciálních rovnic představovala snaha o redukci na kvadratury. Stejně jako se algebraici 18. století pokoušeli nalézt metodu pro řešení algebraických rovnic n-tého stupně, matematici, kteří prováděli první práce na poli diferenciálních rovnic, věřili, že existuje obecná metoda pro integraci libovolné diferenciální rovnice. Ale Carl Friedrich Gauss v roce 1799 ukázal, že pokud se nepoužijí komplexní čísla, je tato metoda velmi omezená. Matematici se proto začali věnovat studiu funkcí, čímž vznikl nový a velmi plodný obor. Prvním, kdo si uvědomoval důležitost tohoto přístupu, byl Augustin Louis Cauchy. Pak není třeba si klást otázku, zda je možné řešení pomocí známých funkcí nebo jejich integrálů, ale zda daná diferenciální rovnice postačuje pro definici funkce nezávislé proměnné nebo proměnných, a pokud ano, jaké jsou její charakteristické vlastnosti.

### Fuchsova teorie
Lazarus Fuchs svými dvěma monografiemi (Crelle, 1866, 1868) inspiroval nový přístup, který následně rozpracoval Thomé a Ferdinand Georg Frobenius. K teorii významně přispěl i Collet od roku 1869, i když svou metodu pro integraci nelineárních soustav popsal Bertrandovi již v roce 1868. Alfred Clebsch přispěl v roce 1873 teorií Abelovských integrálů. Protože je lze klasifikovat podle vlastnosti stěžejní křivky, která zůstává nezměněna při racionálních transformacích, Clebsch navrhl klasifikaci transcendentních funkcí definovaných diferenciálními rovnicemi podle invariantních vlastností odpovídajících povrchům {\displaystyle f=0} při racionálních vzájemně jednoznačných transformacích.

### Lieova teorie
Na uspokojivější základ postavil teorii diferenciálních rovnic Sophus Lie. Ve své práci z roku 1870 ukázal, že starší teorie integrace lze sjednotit využitím grup nyní nazývaných jeho jménem Lieovy grupy, a že obyčejné diferenciální rovnice, které připouštějí stejné infinitezimální transformace mají srovnatelně obtížné integrace. Lie také zdůraznil význam kontaktních transformací.
K uznání Lieovy grupová teorie diferenciálních rovnic vedly dva důvody:
- sjednocuje mnoho známých ad hoc metod pro řešení diferenciálních rovnic
- poskytuje výkonné nové způsoby pro hledání řešení.

Lieova teorie má aplikace pro obyčejné i parciální diferenciální rovnice.
Obecný přístup k řešení diferenciálních rovnic využívá vlastnosti symetrie diferenciálních rovnic, spojité infinitezimální transformace jednoho řešení na jiné (Lieova teorie). Spojitá teorie grup, Lieovy algebry a diferenciální geometrie se používají pro porozumění struktuře lineární a nelineární (částečné) diferenciální rovnice pro generování integrovatelných rovnic, pro nalezení jejich Laxových dvojic, rekurzivních operátorů, Bäcklundovy transformace a nakonec nalezení přesného analytického řešení diferenciální rovnice.
Metody využívající symetrie se byly uznány pro studium diferenciálních rovnic vznikajících v matematice, fyzice, technice a mnoha jiný disciplínách.

### Sturmova–Liouvilleova teorie
Sturmova–Liouvilleova teorie je teorií vlastních hodnot a vlastních funkcí lineárních operátorů definovaných pomocí homogenních lineárních rovnic druhého řádu a je užitečná pro analýzu určitých parciálních diferenciálních rovnic.

## Existence a jednoznačnost řešení
Několik matematických vět určuje podmínky existence a jednoznačnosti řešení problémů počáteční hodnoty pro obyčejné diferenciální rovnice, lokálně i globálně. Dvě hlavní věty jsou:
| Věta                       | Předpoklad                         | Závěr                             |
| -------------------------- | ---------------------------------- | --------------------------------- |
| Peanova existenční věta    | F spojitá                          | pouze lokální existence           |
| Picardova–Lindelöfova věta | F Lipschitzovsky spojité zobrazení | lokální existence a jednoznačnost |
což jsou obojí lokální výsledky.

### Zjednodušená věta o lokální existenci a jednoznačnosti
Věta může být jednoduše formulována následovně. Pro rovnici a problém počáteční hodnoty:
{\displaystyle y'=F(x,y)\,,\quad y_{0}=y(x_{0})}
jestliže F a ∂F/∂y jsou spojité v uzavřeném pravoúhelníku
{\displaystyle R=\langle x_{0}-a,x_{0}+a\rangle \times \langle y_{0}-b,y_{0}+b\rangle }
v rovině x-y, kde a a b jsou reálná čísla (a, b ∈ ℝ) a × označuje kartézský součin, špičaté závorky znamenají uzavřený interval, pak existuje interval
{\displaystyle I=\langle x_{0}-h,x_{0}+h\rangle \subset \langle x_{0}-a,x_{0}+a\rangle }
pro nějaké h ∈ ℝ, na kterém lze nalézt řešení výše uvedené rovnice a problému počáteční hodnoty. Tj. existuje právě jedno řešení. Protože funkce F nemusí být lineární, tento vztah platí pro nelineární rovnice, které mají tvar F(x, y) a může být použito i na soustavy rovnic.

### Globální jednoznačnost a maximální definiční obor řešení
Když jsou splněny podmínky Picardovy–Lindelöfovy věty, pak lokální existenci a jednoznačnost lze rozšířit na globální výsledek. Přesněji:
Pro každou počáteční podmínku (x0, y0) existuje jediný maximální (může být i nekonečný) otevřený interval
{\displaystyle I_{max}=(x_{-},x_{+}),x_{\pm }\in \mathbb {R} ,x_{0}\in I_{max}}
takový, že libovolné řešení, které vyhovuje této počáteční podmínce je restrikcí řešení, které vyhovuje této počáteční podmínce s definičním oborem Imax.
V případě, že {\displaystyle x_{\pm }\nrightarrow \pm \infty }, existují právě dvě možnosti
- exploze v konečném čase: {\displaystyle \lim _{x\to x_{\pm }}\|y(x)\|\rightarrow \infty }
- zachování definičního oboru: {\displaystyle \lim _{x\to x_{\pm }}\in \partial {\bar {\Omega }}}

kde Ω je otevřená množina, na níž je F definována, a {\displaystyle \partial {\bar {\Omega }}} je její hranice.
Všimněte si, že maximální definiční obor řešení
- je vždy interval (aby byl jednoznačný)
- může být menší než ℝ
- může záviset na zvláštní volbě (x0, y0).

Příklad
{\displaystyle y'=y^{2}}
To znamená, že F(x, y) = y2, která je C1 a tedy Lipschitzovsky spojitá pro všechna y splňující Picardovu–Lindelöfovu větu.
Ani v tomto jednoduchém případě nemůže být maximální definiční obor řešení celé ℝ, protože řešení je
{\displaystyle y(x)={\frac {y_{0}}{(x_{0}-x)y_{0}+1}}}
která má maximální definiční obor:
{\displaystyle {\begin{cases}\mathbb {R} &y_{0}=0\\(-\infty ,x_{0}+{\frac {1}{y_{0}}})&y_{0}>0\\(x_{0}+{\frac {1}{y_{0}}},+\infty )&y_{0}<0\end{cases}}}
To jasně ukazuje, že maximální interval může záviset na počátečních
podmínkách. Bylo by možné brát definiční obor y jako {\displaystyle \mathbb {R} \smallsetminus (x_{0}+1/y_{0})}, ale to by vedlo na definiční obor, která není
intervalem, takže opačná hranice než ta, která je daná počáteční podmínkou, by nebyla spojena s počáteční podmínkou a proto by jí nebyla jednoznačně určena.
Maximální definiční obor není ℝ, protože
{\displaystyle \lim _{x\to x_{\pm }}\|y(x)\|\rightarrow \infty \,,}
která je jedním ze dvou možných případů podle výše uvedené věty.

## Redukce řádu
Diferenciální rovnici lze obvykle řešit snadněji, jestliže lze snížit její řád.

### Redukce na soustavu prvního řádu
Jakákoli diferenciální rovnice řádu n,
{\displaystyle F\left(x,y,y',y'',\ \cdots ,\ y^{(n-1)}\right)=y^{(n)}}
může být zapsána jako soustava n diferenciálních rovnic prvního řádu definováním nové rodiny neznámých funkcí
{\displaystyle y_{i}=y^{(i-1)}.\!}
pro i = 1, 2,... n. n-rozměrná soustava diferenciálních rovnic prvního řádu je pak
{\displaystyle {\begin{array}{rcl}y_{1}'&=&y_{2}\\y_{2}'&=&y_{3}\\&\vdots &\\y_{n-1}'&=&y_{n}\\y_{n}'&=&F(x,y_{1},\cdots ,y_{n}).\end{array}}}
nebo kompaktněji ve vektorovém vyjádření:
{\displaystyle \mathbf {y} '=\mathbf {F} (x,\mathbf {y} )}
kde
{\displaystyle \mathbf {y} =(y_{1},\cdots ,y_{n}),\quad \mathbf {F} (x,y_{1},\cdots ,y_{n})=(y_{2},\cdots ,y_{n},F(x,y_{1},\cdots ,y_{n})).}

## Přehled přesných řešení
Některé diferenciální rovnice mají řešení, které lze napsat v přesném a uzavřeném tvaru. Některé důležité třídy jsou uvedeny v této části.
V následující tabulce jsou P(x), Q(x), P(y), Q(y) a M(x,y), N(x,y) libovolné integrovatelné funkce x, y; b a c jsou dané reálné konstanty, a C1, C2,... jsou libovolné konstanty (obecně komplexní). Diferenciální rovnice jsou ve svém ekvivalentních a alternativních tvarech, které vedou k řešení pomocí integrace.
V integrálním řešení, λ a ε jsou nastrčené integrační proměnné (spojitá analogie indexů při sumaci) a notace ∫xF(λ)dλ znamená integrovat F(λ) vzhledem k λ, a po integraci provést substituci λ = x, bez přidávání konstant (explicitně uvedených).
| Diferenciální rovnice | Metoda řešení | Obecné řešení |
| Separabilní rovnice | Separabilní rovnice | Separabilní rovnice |
| --- | --- | --- |
| Prvního řádu, separabilní v x a y (obecný případ, speciální případy viz níže)[17] {\displaystyle P_{1}(x)Q_{1}(y)+P_{2}(x)Q_{2}(y)\,{\frac {\mathrm {d} y}{\mathrm {d} x}}=0\,\!} {\displaystyle P_{1}(x)Q_{1}(y)\,\mathrm {d} x+P_{2}(x)Q_{2}(y)\,\mathrm {d} y=0\,\!}                              | Separace proměnných (vydělíme P2Q1). | {\displaystyle \int ^{x}{\frac {P_{1}(\lambda )}{P_{2}(\lambda )}}\,\mathrm {d} \lambda +\int ^{y}{\frac {Q_{2}(\lambda )}{Q_{1}(\lambda )}}\,\mathrm {d} \lambda =C\,\!} |
| Prvního řádu, separabilní v x[15] {\displaystyle {\frac {\mathrm {d} y}{\mathrm {d} x}}=F(x)\,\!} {\displaystyle \mathrm {d} y=F(x)\,\mathrm {d} x\,\!} | Přímá integrace. | {\displaystyle y=\int ^{x}F(\lambda )\,\mathrm {d} \lambda +C\,\!} |
| Prvního řádu, autonomní, separabilní v y[15] {\displaystyle {\frac {\mathrm {d} y}{\mathrm {d} x}}=F(y)\,\!} {\displaystyle \mathrm {d} y=F(y)\,\mathrm {d} x\,\!} | Separace proměnných (vydělíme F). | {\displaystyle x=\int ^{y}{\frac {\mathrm {d} \lambda }{F(\lambda )}}+C\,\!} |
| Prvního řádu, separabilní v x a y[15] {\displaystyle P(y){\frac {\mathrm {d} y}{\mathrm {d} x}}+Q(x)=0\,\!} {\displaystyle P(y)\,\mathrm {d} y+Q(x)\,\mathrm {d} x=0\,\!} | Integrovat. | {\displaystyle \int ^{y}P(\lambda )\,{\mathrm {d} \lambda }+\int ^{x}Q(\lambda )\,\mathrm {d} \lambda =C\,\!} |
| Obecná rovnice prvního řádu | | |
| Prvního řádu, homogenní[15] {\displaystyle {\frac {\mathrm {d} y}{\mathrm {d} x}}=F\left({\frac {y}{x}}\right)\,\!} | Substituce y = ux, pak řešíme separací proměnných u a x. | {\displaystyle \ln(Cx)=\int ^{y/x}{\frac {\mathrm {d} \lambda }{F(\lambda )-\lambda }}\,\!} |
| Prvního řádu, separabilní[17] {\displaystyle yM(xy)+xN(xy)\,{\frac {\mathrm {d} y}{\mathrm {d} x}}=0\,\!} {\displaystyle yM(xy)\,\mathrm {d} x+xN(xy)\,\mathrm {d} y=0\,\!} | Separace proměnných (vydělit xy). | {\displaystyle \ln(Cx)=\int ^{xy}{\frac {N(\lambda )\,\mathrm {d} \lambda }{\lambda [N(\lambda )-M(\lambda )]}}\,\!} Jestliže N = M, pak řešení je xy = C. |
| Exaktní diferenciální rovnice prvního řádu[15] {\displaystyle M(x,y){\frac {\mathrm {d} y}{\mathrm {d} x}}+N(x,y)=0\,\!} {\displaystyle M(x,y)\,\mathrm {d} y+N(x,y)\,\mathrm {d} x=0\,\!} kde {\displaystyle {\frac {\partial M}{\partial x}}={\frac {\partial N}{\partial y}}\,\!}                 | Zintegrovat. | {\displaystyle {\begin{aligned}F(x,y)&=\int ^{y}M(x,\lambda )\,\mathrm {d} \lambda +\int ^{x}N(\lambda ,y)\,\mathrm {d} \lambda \\&+Y(y)+X(x)=C\end{aligned}}\,\!} kde Y(y) a X(x) jsou funkce, které jsou ve vzorci místo integračních konstant, které vyjádříme tak, aby výsledná funkce F(x, y) vyhovovala počáteční rovnici. |
| Diferenciální rovnice prvního řádu, která není exaktní[15] {\displaystyle M(x,y){\frac {\mathrm {d} y}{\mathrm {d} x}}+N(x,y)=0\,\!} {\displaystyle M(x,y)\,\mathrm {d} y+N(x,y)\,\mathrm {d} x=0\,\!} kde {\displaystyle {\frac {\partial M}{\partial x}}\neq {\frac {\partial N}{\partial y}}\,\!} | Integrační faktor μ(x, y) vyhovující vztahu {\displaystyle {\frac {\partial (\mu M)}{\partial x}}={\frac {\partial (\mu N)}{\partial y}}\,\!} | Jestliže μ(x, y) je možné nalézt: {\displaystyle {\begin{aligned}F(x,y)&=\int ^{y}\mu (x,\lambda )M(x,\lambda )\,\mathrm {d} \lambda +\int ^{x}\mu (\lambda ,y)N(\lambda ,y)\,\mathrm {d} \lambda \\&+Y(y)+X(x)=C\\\end{aligned}}\,\!} |
| Obecná rovnice druhého řádu | | |
| Druhého řádu, autonomní[18] {\displaystyle {\frac {\mathrm {d} ^{2}y}{\mathrm {d} x^{2}}}=F(y)\,\!} | Znásobíme rovnici výrazem 2dy/dx, provedeme substituci {\displaystyle 2{\frac {\mathrm {d} y}{\mathrm {d} x}}{\frac {\mathrm {d} ^{2}y}{\mathrm {d} x^{2}}}={\frac {\mathrm {d} }{\mathrm {d} x}}\left({\frac {\mathrm {d} y}{\mathrm {d} x}}\right)^{2}\,\!}, pak dvakrát integrujeme. | {\displaystyle x=\pm \int ^{y}{\frac {\mathrm {d} \lambda }{\sqrt {2\int ^{\lambda }F(\epsilon )\,\mathrm {d} \epsilon +C_{1}}}}+C_{2}\,\!} |
| Lineární rovnice (až po řád n) | | |
| Prvního řádu, lineární, nehomogenní, funkce koeficienty[15] {\displaystyle {\frac {\mathrm {d} y}{\mathrm {d} x}}+P(x)y=Q(x)\,\!} | Integrační faktor: {\displaystyle e^{\int ^{x}P(\lambda )\,\mathrm {d} \lambda }}. | {\displaystyle y=e^{-\int ^{x}P(\lambda )\,\mathrm {d} \lambda }\left[\int ^{x}e^{\int ^{\lambda }P(\epsilon )\,\mathrm {d} \epsilon }Q(\lambda )\,{\mathrm {d} \lambda }+C\right]} |
| Druhého řádu, lineární, nehomogenní s konstantními koeficienty[19] {\displaystyle {\frac {\mathrm {d} ^{2}y}{\mathrm {d} x^{2}}}+b{\frac {\mathrm {d} y}{\mathrm {d} x}}+cy=r(x)\,\!} | Komplementární funkce yc: předpokládáme yc = eαx, provedeme substituci a řešíme polynom v α, nalezneme lineárně nezávislé funkce {\displaystyle e^{\alpha _{j}x}}. Určitý integrál yp: obecně metodou variace konstant; pro velmi jednoduché r(x) můžeme řešení odhadnout[15].          | {\displaystyle y=y_{c}+y_{p}} Jestliže b2 > 4c, pak: {\displaystyle y_{c}=C_{1}e^{\left(-b+{\sqrt {b^{2}-4c}}\right){\frac {x}{2}}}+C_{2}e^{-\left(b+{\sqrt {b^{2}-4c}}\right){\frac {x}{2}}}\,\!} Jestliže b2 = 4c, pak: {\displaystyle y_{c}=(C_{1}x+C_{2})e^{-bx/2}\,\!} Jestliže b2 < 4c, pak: {\displaystyle y_{c}=e^{-b{\frac {x}{2}}}\left[C_{1}\sin {\left({\sqrt {\left\|b^{2}-4c\right\|}}{\frac {x}{2}}\right)}+C_{2}\cos {\left({\sqrt {\left\|b^{2}-4c\right\|}}{\frac {x}{2}}\right)}\right]\,\!} |
| n-tého řádu, lineární, nehomogenní, s konstantními koeficienty[19] {\displaystyle \sum _{j=0}^{n}b_{j}{\frac {\mathrm {d} ^{j}y}{\mathrm {d} x^{j}}}=r(x)\,\!} | Komplementární funkce yc: předpokládáme yc = eαx, provedeme substituci a řešíme polynom v α, nalezneme lineárně nezávislé funkce {\displaystyle e^{\alpha _{j}x}}. Určitý integrál yp: obecně metodou variace konstant, i když pro velmi jednoduché r(x) můžeme řešení odhadnout[15].   | {\displaystyle y=y_{c}+y_{p}} Protože αj jsou řešení polynomu stupně n: {\displaystyle \prod _{j=1}^{n}\left(\alpha -\alpha _{j}\right)=0\,\!}, pak: pro αj vesměs různá, {\displaystyle y_{c}=\sum _{j=1}^{n}C_{j}e^{\alpha _{j}x}\,\!} pro každý kj-násobný kořen αj {\displaystyle y_{c}=\sum _{j=1}^{n}\left(\sum _{\ell =1}^{k_{j}}C_{\ell }x^{\ell -1}\right)e^{\alpha _{j}x}\,\!} pro některé αj komplexní, pak položíme α = χj + iγj a pomocí Eulerova vzorce lze některé termy v předchozích výsledcích zapsat ve tvaru {\displaystyle C_{j}e^{\alpha _{j}x}=C_{j}e^{\chi _{j}x}\cos(\gamma _{j}x+\phi _{j})\,\!} kde ϕj je libovolná konstanta (fázový posuv). |

## Software pro řešení obyčejných diferenciálních rovnic
- FuncDesigner – BSD licence, používá automatickou derivaci
- Počítačový algebraický systém Maxima (GNU GPL)
- COPASI – volně šiřitelný (Artistic License 2.0) softwarový balíček pro řešení a analýzu obyčejných diferenciálních rovnic
- MATLAB – výpočetní software (MATrix LABoratory)
- GNU Octave – vyšší programovací jazyk, primárně určený pro numerické výpočty
- Scilab – software s otevřenými zdrojovými texty pro numerické výpočty
- Maple
- Mathematica – programovací jazyk společnosti Wolfram Research
- Julia
- SciPy – balíček pro jazyk Python obsahující modul pro řešení obyčejných diferenciálních rovnic.